# Jože Šlibar
Jože Šlibar (* 18. März 1934 in Kovor, Tržič) ist ein ehemaliger jugoslawischer Skispringer.

## Werdegang
Šlibar besuchte die Grundschule in seiner Geburtsstadt Kovor, welche er aber bereits nach kurzer Zeit auf Grund des Zweiten Weltkriegs unterbrechen musste. 1945 wurde er nach einer Art Aufnahmeprüfung im Alter von 11 Jahren in die dritte Klasse wieder eingeschult. Nach Abschluss der Grundschule besuchte er die Erweiterte Oberschule in Tržič. Nachdem die Schulzeit während der Winter teilweise über längere Zeit geschlossen blieb, kaufte sich Šlibar von seinem Ersparten seine ersten Ski. Jedoch arbeitete er zu dieser Zeit auf dem Bauernhof seiner Eltern und musste daher die Ski vor seinen Eltern verstecken. 1952 konnte er schließlich nach dem wachsenden internationalen Interesse am Skisport in einen Verein eintreten und begann mit dem Training.
Schnell konnte er sich bei lokalen und regionalen Turnieren durchsetzen. Sein internationales Debüt gab Šlibar bei der Vierschanzentournee 1959/60. Nachdem er das Auftaktspringen in Oberstdorf nur auf dem 35. Platz beendete, sprang er auf der Großen Olympiaschanze in Garmisch-Partenkirchen auf den sehr guten dritten Platz und damit zum ersten und einzigen Mal im Rahmen der Tournee aufs Podium. Nach weiteren eher durchwachsenen Ergebnissen in Innsbruck und Bischofshofen beendete er die Tournee auf dem 14. Platz der Gesamtwertung.
Am 24. Februar 1961 sprang Šlibar auf der Heini-Klopfer-Skiflugschanze in Oberstdorf mit 141 Meter einen neuen Weltrekord, der zwei Jahre Bestand hatte.
Bei seiner letzten Vierschanzentournee 1961/62 gelang es ihm nicht mehr unter die besten 20 zu springen. Das beste Ergebnis war Rang 25 in Bischofshofen. In der Gesamtwertung lag er am Ende mit 558,4 Punkten auf dem 55. Platz.
Bei der Nordischen Skiweltmeisterschaft 1962 in Zakopane sprang Šlibar von der Großschanze auf 88 und 86 Meter und erreichte damit den 47. Platz. Von der Normalschanze landete er bei 62 und 64 Meter und lag damit auf dem 31. Platz.
1963 gehörte er zu den letzten Springern, die auf der Skakaonica Medvednica in Zagreb starteten.
2012 wurde Šlibar in die Slowenische Sport Hall of Fame aufgenommen.

## Erfolge

### Vierschanzentournee-Platzierungen
| Saison  | Platz | Punkte |
| ------- | ----- | ------ |
| 1959/60 | 14.   | 801,1  |
| 1960/61 | 40.   | 731,7  |
| 1961/62 | 55.   | 558,4  |

### Schanzenrekorde
| Ort        | Land        | Weite               | aufgestellt am   | Rekord bis       |
| ---------- | ----------- | ------------------- | ---------------- | ---------------- |
| Oberstdorf | Deutschland | 141,0 m (HS: 225 m) | 24. Februar 1961 | 15. Februar 1964 |